# Ramon Klenz
Ramon Klenz (* 2. August 1998 in Leipzig) ist ein deutscher Schwimmer in den Disziplinen Lagen und Schmetterling.

## Werdegang
Ramon Klenz begann den Schwimmsport beim Leipziger Verein SSV Leutzsch. In seiner Kindheit betrieb er auch Turnen und Turniertanz. Nach der achten Klasse zog er im September 2013 nach Hamburg, wo er für den Hamburger Schwimm-Club startet und am dortigen Olympiastützpunkt bei Veith Sieber trainiert.
Bei den Deutschen Meisterschaften 2017 wurde er über 400 m Lagen Dritter. Am 14. Dezember 2017 gewann er bei den Deutschen Kurzbahnmeisterschaften über 200 m Schmetterling seinen ersten nationalen Meistertitel. Bei den Deutschen Meisterschaften 2018 siegte er über 400 m Lagen sowie über 100 und 200 m Schmetterling. Mit 1:55,76 min über 200 m Schmetterling stellte er einen neuen deutschen Rekord auf, womit er den 32 Jahre alten Rekord von Michael Groß aus dem Jahr 1986 übertraf. Daraufhin wurde er für die zwei Wochen später stattfindenden Europameisterschaften in Glasgow nachnominiert, wo er mit 1:57,47 min über 200 m Schmetterling als Elfter im Halbfinale ausschied.
Bei den Kurzbahneuropameisterschaften 2019 in Glasgow holte Klenz über 200 m Schmetterling in 1:51,51 min die Silbermedaille.
Im Oktober 2019 gewann Klenz beim Weltcup in Berlin ebenfalls Silber über 200 Meter Schmetterling.
Bei den Deutschen Kurzbahnmeisterschaften 2023 wurde er Deutscher Meister über 100 Meter Lagen sowie mehrfacher Vizemeister.

## Familie
Mehrere von Klenz’ Vorfahren waren ebenfalls erfolgreiche Schwimmer. Seine Mutter Sabine Krauß (gesch. Klenz, geb. Herbst) war Olympiateilnehmerin und wurde viermal deutsche Meisterin, seine Großmutter Eva Herbst (geb. Wittke) war bei den Olympischen Spielen 1968 in der Lagenstaffel Fünfte, sein Großvater Jochen Herbst belegte bei den Olympischen Sommerspielen 1968 den siebten Platz mit der Freistilstaffel, sein Onkel Stefan Herbst gewann bei den Weltmeisterschaften 2001 und 2003 jeweils Bronze mit den Freistilstaffeln, sein Vater Karl-Heinz „Fiete“ Klenz war Medaillengewinner bei Deutschen Meisterschaften und Mitglied der Nationalmannschaft.